# Сайди, Дженни
Дженнифер Энн Маккиннон «Дженни» Сайди-Гиббонс (англ. Jennifer Anne MacKinnon "Jenni" Sidey-Gibbons, род. 3 августа 1988, Калгари, Альберта) — канадская астронавтка, инженер и преподаватель. Одна из четырёх действующих астронавтов Канадского космического агентства. Принята в отряд вместе с Джошуа Кутриком 1 июля 2017 года. Опыта космических полётов не имеет. Полёт на МКС запланирован после полёта Джереми Хансена, который должен полететь в 2024 году.

## Биография
Родилась 3 августа 1988 года в городе Калгари в провинции Альберта в семье Питера Чарлза Сайди (Peter Charles Sidey). Младшая из сестёр, старшую зовут Мэган Бет (Megan Beth Sidey, род. 27 июля 1986). Интерес к науке ей привила мать — Шейла Энн Маккиннон (Sheila Anne Mackinnon, род. 25 сентября 1953), которая часто водила её по музеям и подбирала ей примеры для подражания из сферы науки и техники. Также к проектированию её привлекал дядя-строитель. В частности Дженни проектировала эффективный отвод дождевой воды с бейсбольной площадки и пассивную систему очистки сточных вод.
В 2011 году получила степень бакалавра в области машиностроения в Университете Макгилла. Во время учёбы в университете сотрудничала с Канадским космическим агентством и Лабораторией лётных испытаний (Flight Research Laboratory) Национального научно-исследовательского совета в исследованиях распространения пламени в космическом пространстве в условиях микрогравитации.
В 2015 году получила степень доктора (PhD) в области машиностроения в Джизус-колледже Кембриджского университета в Великобритании за работу по горению под руководством профессора Нондаса Мастроракоса (Epaminondas («Nondas») Mastorakos, Επαμεινώνδας («Νόντας») Μαστοράκος).
Работала ассистентом профессора и преподавателем по теории двигателей внутреннего сгорания на факультете инженерии Кембриджского университета. Занималась исследованиями низкотемпературного горения и его влияния на выбросы газовых турбин в целях создания низкоэмиссионных камер сгорания газотурбинных двигателей.
Активно выступала лектором, выступая в роли примера для подражания для девушек, рассматривающих карьеру в сфере науки и техники. Является соучредителем международной студенческой организации Robogals, которая занимается образовательными инициативами в сфере науки, техники, инжиниринга и математики (Science, Technology, Engineering and Mathematics, STEM) для девушек.
В 2016 году получила премию «Лучший молодой инженер года» (RAEng Young Engineer of the Year Award) Королевской инженерной академии Великобритании и премию «Лучшая женщина-инженер года» (Engineering and Technology’s Young Woman Engineer of the Year Award) Института инжиниринга и технологий (IET).
В августе 2016 года Канадское космическое агентство объявило о 4-м наборе астронавтов. Поступило 3772 заявки. В финал конкурса 24 апреля 2017 года вышли 17 претендентов. В День Канады, 1 июля 2017 года были выбраны Дженни Сайди и Джошуа Кутряк.
В июле 2017 года Дженни Сайди переехала в Хьюстон в штате Техас для прохождения двухлетней подготовки в Космическом центре имени Линдона Джонсона в отряде астронавтов НАСА вместе с группой из 12 астронавтов, принятых в отряд в июне 2017 года.
На церемонии 10 января 2020 года получила квалификацию астронавта в Космическом центре имени Линдона Джонсона.
Замужем за Крисом Сайди-Гиббонсом (Chris Sidey-Gibbons).